# Octavè
Octavè (en llatí Octavenus) va ser un jurista romà que va viure probablement al segle i.
És mencionat per Aburni Valent, per Sext Pomponi i per Juli Paule. De les seves referències resulta que va viure després del temps de l'emperador Tiberi. Va escriure sobre la llei anomenada Julia et Papia Poppaea. També en fan referència Ulpià i altres juristes.